# Binda
Binda eller dambinda är ett mensskydd som används av kvinnor vid menstruation för att absorbera blod från livmodern. Den påminner i sin utformning om en mindre blöja. I Europa klassas de som en konsumentprodukt och i USA som en medicinteknisk produkt.
En binda består av absorberande material och läggs i trosorna. De finns för engångs- och flergångsbruk. De senare kallas ofta för tygbindor. Engångsvarianter är tillverkade av cellulosamaterial, medan återanvändningsbara bindor är gjorda av till exempel bomull, flanell eller frotté. För att sitta på plats har bindan ibland vingar eller en klistrad baksida. Tygbindor har ofta vingar med tryckknapp. De kan även ha en ficka för valfritt antal ilägg eller vara helsydda. Då har de ett membran som andas, men inte släpper igenom vätska. 
Bindor finns i olika storlekar och tjocklekar, där användaren kan välja utifrån behov och personlig smak. De tjockare lämpar sig för rikligare blödningar. Nattbindor är något längre bindor som är avsedda att använda när man sover. Vid lättare blödningar kan istället trosskydd användas. Trosskydd är tunnare än bindor och absorberar inte lika bra.

## Historia
Bindor kom till Sverige under 1800-talets andra hälft. Detta under industrialiseringen som gjorde att bomull blev ett vanligare inslag i de svenska hemmen. Till skillnad från lin och ull är bomull både tvättåligt och mjukt. Från mitten av 1800-talet, men framförallt från början av 1900-talet, blev därför bindor allt vanligare. Dessa virkades eller stickades för hand hemmavid. De första kommersiella bindorna tillverkades i slutet av 1800-talet av nordamerikanska Johnson & Johnson. År 1897 kunde de hittas för första gången i deras prislistor. Något senare började de även tillverkas kommersiellt i Sverige i områden med textilindustri. Att bindor blev vanligare i de svenska hemmen hängde samman med att underbyxor blev ett allt vanligare inslag bland kvinnor genom textilindustrins utveckling. De första varianterna som prefabricerades fylldes med träull, bomull eller torvmull. Bindan fästes mellan dess ändar och gördeln hjälp av band och knappar, hyskor eller säkerhetsnålar vilket gjorde att de lossnade lätt. En del av bindorna som tillverkades under 1900-talet impregnerades med giftiga medel som karbolgas och jodoform i syfte att hålla dem rena och motverka dålig lukt.
Reklam för mensskydd kan hittas i tidningar från 1910-talet och framåt. På 1920-talet introducerades sanitetsbyxan vars syfte var att hålla bindan på plats. Grenen var försedd med plast för att motverka läckage.
Under första världskriget kom idéen med engångsbindor. Detta då sjuksköterskor började använda kompresser som mensskydd under denna tid. Engångsbindor började därefter tillverkas kommersiellt under 1920-talet. När engångsbindan kom revolutionerande den vardagen för många kvinnor. Den fästes med säkerhetsnålar och band för att sitta kvar.
Under 1940-talet kom de första engångsbindorna till Sverige, detta kan jämföras med tampongen som kom till landet i början av 1900-talet. På 1960-talet kom klisterremsan på engångsbindor till och ungefär samtidigt började bindor i olika stor- och tjocklek tillverkas.
Dåvarande SCA, numera Essity, började tillverka bindor med vingar 1989.

## Typer

### Engångsbinda
En engångsbinda är en binda som endast kan användas en gång och den ska därefter slängas. Under dagtid, när en person är aktiv, kan menstruationsflödet vara tyngre, vilket resulterar i att bindan absorberar mer blod, svett och talg. Detta skapar en miljö som främjar tillväxten av bakterier och kan leda till infektioner om en binda används under en längre tid, vanligtvis rekommenderas inte att bära samma binda i mer än tre till sex timmar. Å andra sidan, under sömn, när kroppens funktioner saktar ner och blödningens intensitet minskar, kan bindor bäras säkert över natten.
En engångsbinda består av bomull, polyester, polyesterfiber, polymerer, silikonbehandlat papper och polyetylenfilm. De har olika storlekar och även olika absorptionsförmåga. Den svenska uppfinnaren Solgun Drevik står bakom patentet för den absorberande kärnan i engångsbindor.
Beräkningar visar att en person som genomgående använder engångsbindor vid mens förbrukar cirka 11 000 stycken under sin livstid. Det innebär att "plastbaserade engångsbindor [bidrar] till en procent av världens hushållsavfall".

### Återanvändningsbar binda
En återanvändningsbar binda är en binda som kan användas flera gånger. De är mer kostnadseffektiva och miljövänliga än en engångsbinda. Oftast består de återanvändningsbara bindorna av bambu eller bomull. Kärnan kan bestå av till exempel polyamid, polyester eller lycra. De flesta varianterna tvättas i tvättmaskinen efter användning.

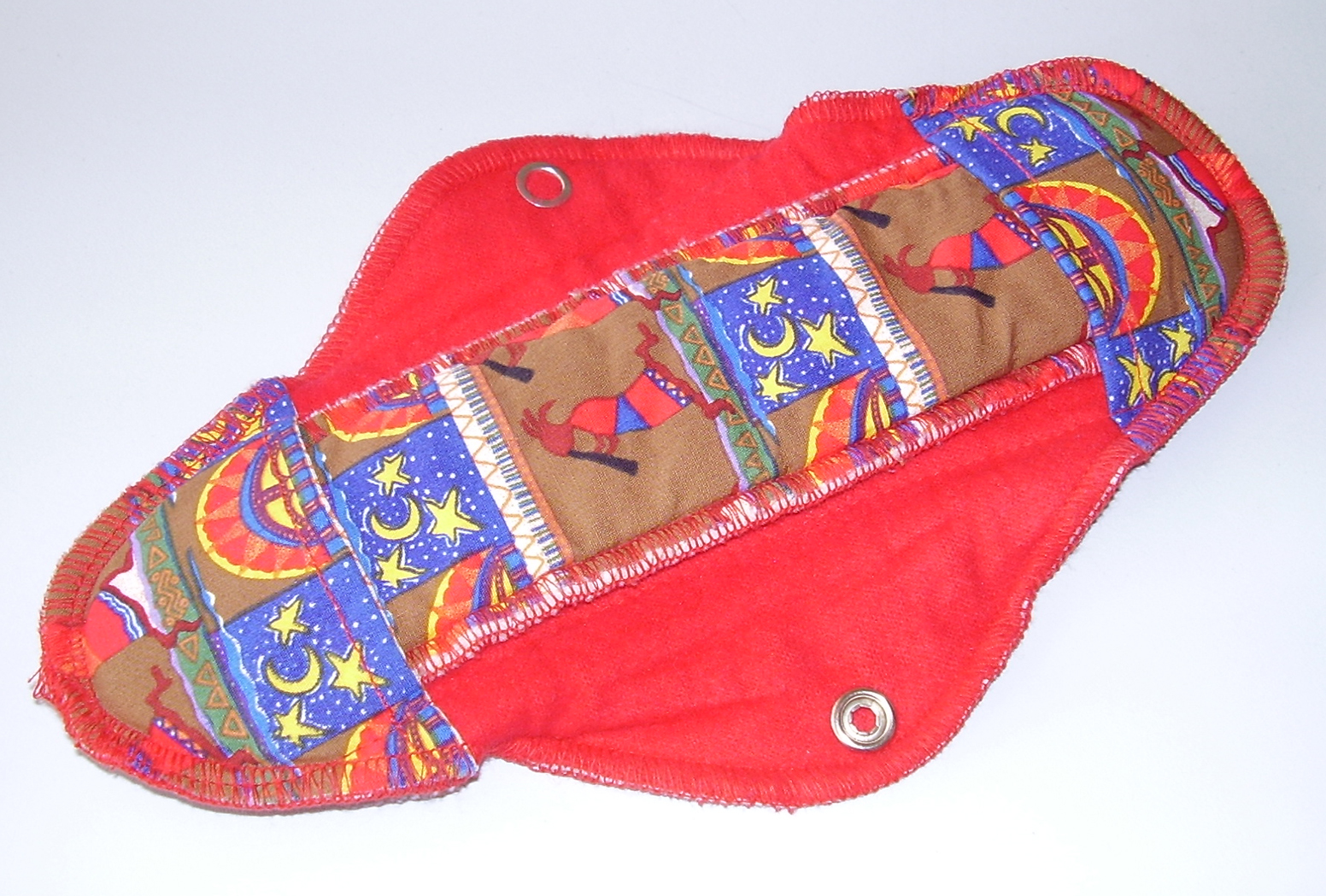
Binda av tyg.

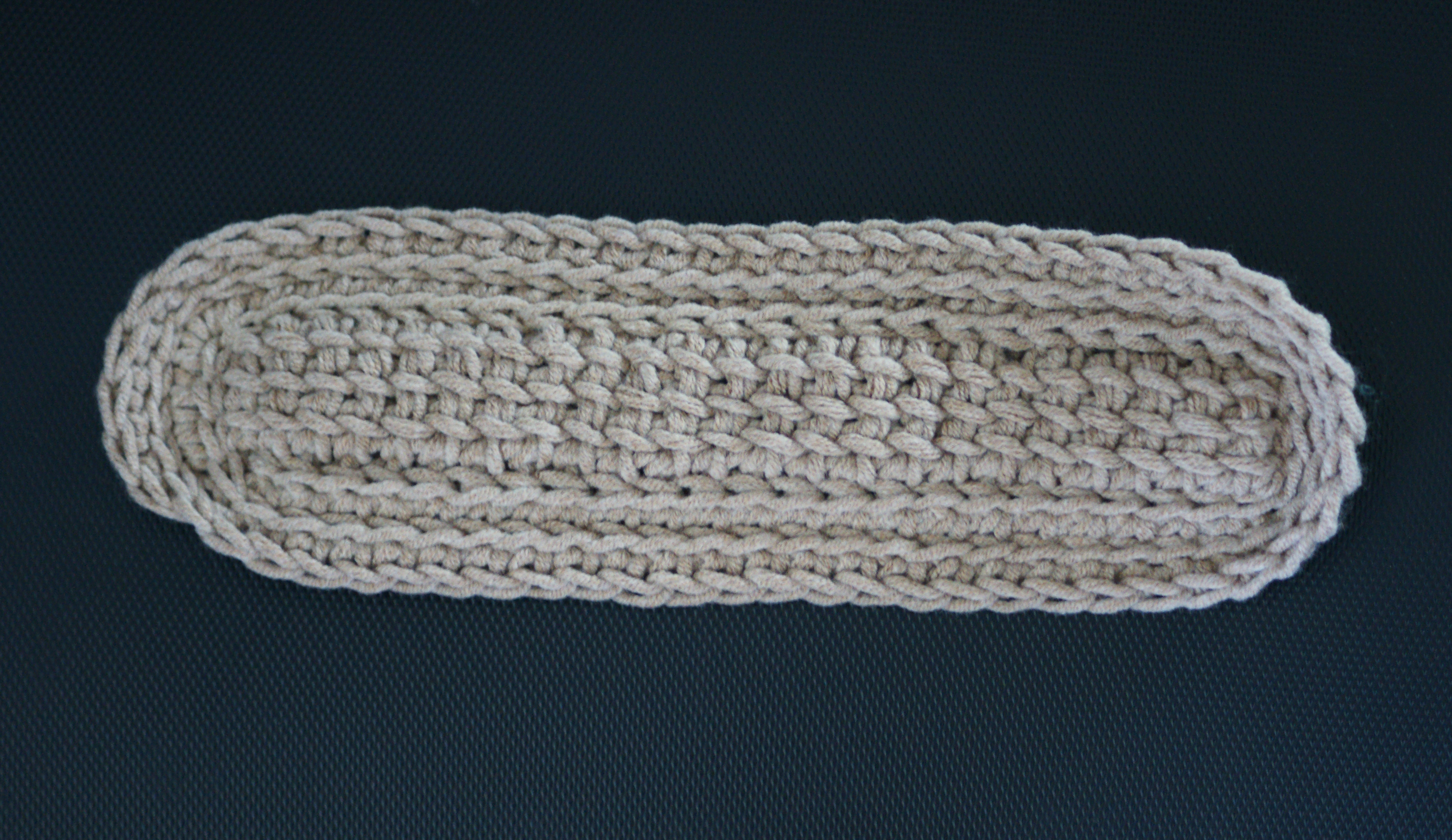
Binda tillverkad i bomullsgarn med hjälp av krokning.

Tygbindor kan tvättas och återanvändas ungefär 200 gånger. Dessa bindor är mjuka och andas. Tygbindorna kan även förebygga klåda och svampinfektioner. Bindan sätts fast i underbyxorna med hjälp av tryckknappar. Det finns även underbyxor med insydd tygbinda, så kallade menstrosor. Vanligtvis tvättas tygbindorna i tvättmaskin eller för hand med galltvål. Fläckar motverkas med kallt vatten i samband med bindbyte.